# Jean Manse
Jean Manse (Marsiglia, 19 novembre 1899 – Marsiglia, 25 agosto 1967) è stato uno sceneggiatore e paroliere francese.

## Biografia
Jean Manse debutta nel cinema all'inizio degli anni '30 scrivendo la sceneggiatura del cortometraggio La terreur de la pampa, di Maurice Cammage. Nel 1938 scrive i testi delle canzoni per il film Le Schpountz di Marcel Pagnol, la sua prima partecipazione a un grande film di successo. Divenne cognato di Fernandel, che sposò la sorella Henriette Manse nel 1925 e partecipò poi alle sceneggiature della maggior parte dei film che quest'ultimo girò negli anni Cinquanta, con Jean Boyer, John Berry, con Christian-Jaque in La legge è legge, Gilles Grangier e soprattutto il regista Henri Verneuil, con il quale Manse ha collaborato a La vache et le prisonnier, il suo più grande successo.
Nel 1956 scrive i testi delle quattro canzoni composte da Henri Betti che vengono cantate da Fernandel nel film Honoré de Marsiglia. Una delle quattro canzoni, C'est Noël , era stata tagliata durante il montaggio del film e la canzone è stata successivamente registrata da Tino Rossi e Georges Guétary.

## Filmografia parziale

### Sceneggiatore
- Les bleus de la marine, regia di Maurice Cammage (1934)
- Ernesto il ribelle, regia di Christian-Jaque (1938)
- Simplet, regia di Fernandel (1942)
- 90... la paura, regia di René Le Hénaff (1945)
- Vita di un commesso viaggiatore (Casimir), regia di Richard Pottier (1950)
- Fernandel e le donne (Uniformes et grandes manoeuvres), regia di René Le Hénaff (1950)
- Me li mangio vivi, regia di Henri Verneuil (1953)
- Il nemico pubblico n° 1, regia di Henri Verneuil (1953)
- Sarto per signora (Le couturier de ces dames), regia di Jean Boyer (1956)
- Ogni giorno è vacanza, regia di Jean Boyer (1957)
- La legge è legge, regia di Christian-Jaque (1958)
- La vacca e il prigioniero, regia di Henri Verneuil (1959)
- Noi gangster, regia di Henri Verneuil (1959)
- Psicanalista per signora (Le confident de ces dames), regia di Jean Boyer (1959)
- Il cambio della guardia, regia di Giorgio Bianchi (1962)
- Il re e il monsignore (Le bon roi Dagobert) regia di Pierre Chevalier (1963)
- Cucina al burro, regia di Gilles Grangier (1963)